# Polycentropus cianficconiae
Polycentropus cianficconiae är en nattsländeart som beskrevs av De Pietro 2000. Polycentropus cianficconiae ingår i släktet Polycentropus och familjen fångstnätnattsländor. Inga underarter finns listade i Catalogue of Life.